# عادا يونات
عادا إي. يونات (بالعبرية: עדה יונת، تُنطق [ˈada joˈnat]) (وُلدت في 22 يونيو 1939) هي عالمة بلورات إسرائيلية معروفة بعملها الريادي حول بنية الريبوسوم. تشغل حاليًا منصب مدير مركز هيلين وميلتون إيه. كيميلمان للبنية الجزيئية الحيوية وجمعية معهد وايزمان للعلوم.

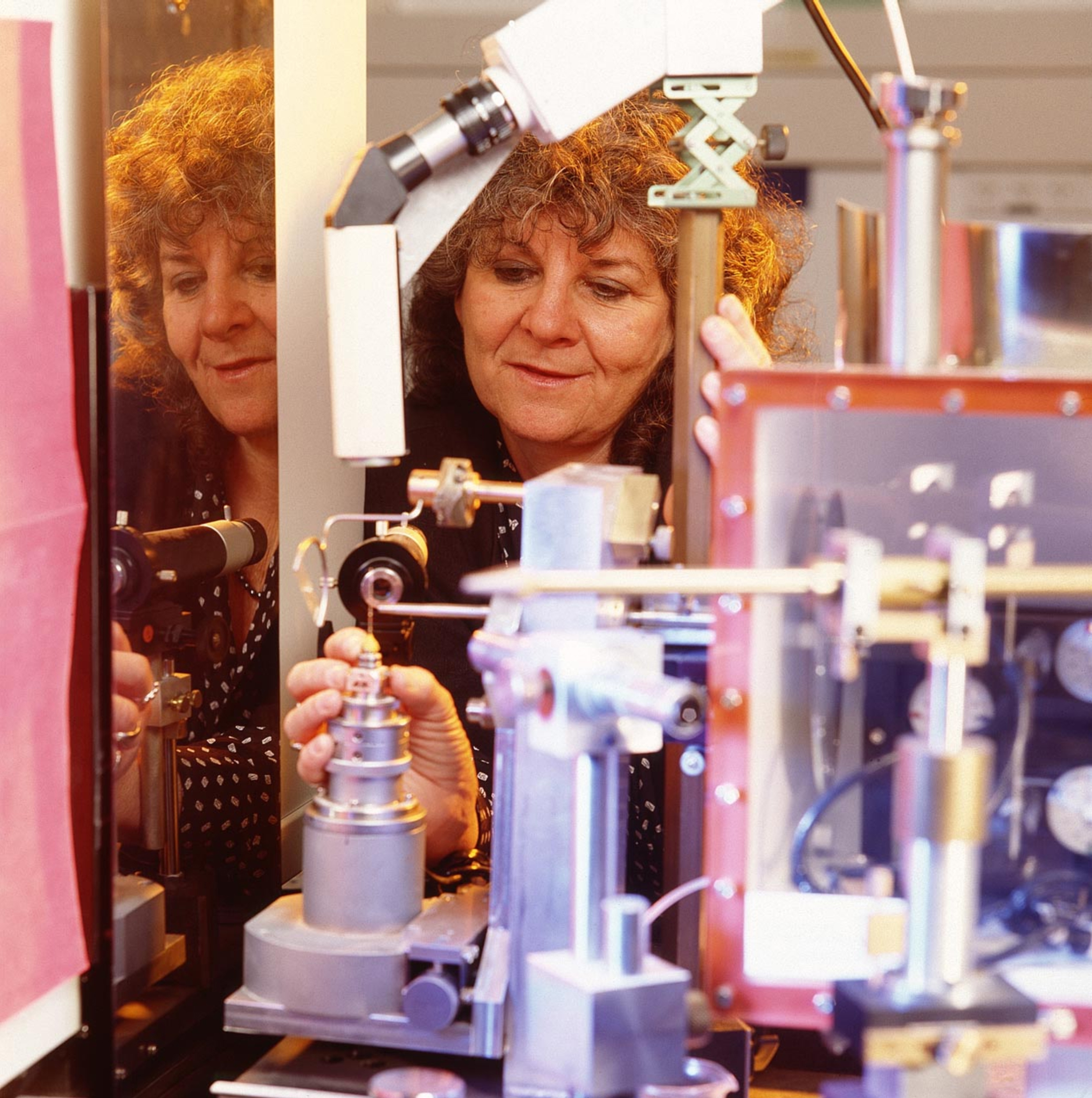
آدا يوناث في معهد وايزمان للعلوم

حازت على جائزة نوبل في الكيمياء عام 2009 مع فينكاترامان راماكريشنان وتوماس إيه. ستايتز عن دراستها حول بنية الريبوسوم ووظائفه، لتصبح أول امرأة إسرائيلية تكسب جائزة نوبل من بين عشرة إسرائيليين حائزين على جائزة نوبل، وتُعتبر أول امرأة من الشرق الأوسط تفوز بجائزة نوبل في العلوم، وأول امرأة تظفر بجائزة نوبل للكيمياء منذ 45 عامًا.

## سيرتها
وُلدت يونات (ليفشيتز قبل الزواج) في حي جيولا في القدس. كان والداها، هليل وإستير ليفشيتز، من اليهود الصهاينة الذين هاجروا إلى فلسطين من زدوسسكا فولا، بولندا عام 1933 قبل تأسيس إسرائيل. كان والدها حاخامًا وترعرع في عائلة حاخامية. استقروا في القدس وأداروا محل بقالة، لكنهم وجدوا صعوبة في تغطية نفقاتهم. سكنوا في أحياء ضيقة مع العديد من العائلات الأخرى، وتتذكر يونات أن «الكتب» هي الشيء الوحيد الذي أبقاها مشغولة. أرسلها والداها على الرغم من فقر العائلة إلى المدرسة في حي بيت هكيرم الراقي لضمان تعليمها الجيد. انتقلت العائلة إلى مدينة تل أبيب عندما توفي الأب عن عمر ناهز 42 عامًا.
قُبلت يونات في مدرسة تيشون هادش الثانوية على الرغم من عدم قدرة والدتها على دفع الرسوم الدراسية، إذ أعطت دروسًا في الرياضيات للطلاب في المقابل. قالت إنها استمدت الإلهام في صغرها من ماري كوري، العالمة البولندية ذات الجنسية الفرنسية. على أي حال، صرحت يونات لاحقًا أن كوري التي فُتنت بها عندما كانت طفلة نتيجة قراءتها سيرة مكتوبة بطريقة جيدة، لم تكن «قدوةً لها». عادت إلى القدس بهدف الدراسة الجامعية، وتخرجت من الجامعة العبرية في القدس بعد حصولها على درجة البكالوريوس في الكيمياء عام 1962، وشهادة الماجستير في الكيمياء الحيوية عام 1964. حازت على درجة الدكتوراه من معهد وايزمان للعلوم عام 1968 عن دراستها البلورات المكونة للكولاجين باستخدام الأشعة السينية، تحت اشراف مستشار الدكتوراه ولفي تراوب.
أنجبت يونات ابنة واحدة، هاجيت يونات، وهي طبيبة في مركز شيبا الطبي، وأنجبت هاجيت بدورها نوا، حفيدة عادا وإحدى أقرباء الناشطة المناهضة للاحتلال الدكتورة روتشاما مارتون.
طالبت يونات بالإفراج غير المشروط عن جميع سجناء حماس، قائلةً إن «أسر الفلسطينيين يشجع ويديم دوافعهم لإلحاق الأذى بإسرائيل ومواطنيها ... حالما لا يكون لدينا أي سجناء لإطلاق سراحهم، لن يملك الفلسطينيون أي سبب لخطف الجنود الإسرائيليين».

## الجوائز والتكريمات
تُعتبر يونات عضوًا في الأكاديمية الوطنية للعلوم في الولايات المتحدة والأكاديمية الأمريكية للفنون والعلوم، وأكاديمية إسرائيل للعلوم والإنسانيات، والأكاديمية الأوروبية للعلوم والفنون، والمنظمة الأوروبية للبيولوجيا الجزيئية. اختار البابا فرنسيس البروفيسورة يونات يوم السبت، 18 أكتوبر 2014، لتصبح عضوًا عاديًا في الأكاديمية البابوية للعلوم.
تشمل جوائزها وتكريماتها ما يلي:
- جائزة إسرائيل عام 2002.
- جائزة هارفي عام 2002.
- جائزة ماسري عام 2004.
- الميدالية الذهبية لبول كارير عام 2004.
- جائزة لويزا غروس هورويتز عام 2005.
- جائزة وولف في الكيمياء مع جورج فيهير عام 2006.
- جائزة روتشيلد في علوم الحياة عام 2006.
- جائزة إيمت في الفنون والعلوم والثقافة في علوم الحياة، مع البروفيسور بيرتس لافي (الطب) والبروفيسور إيلي كيشت (علم الأحياء) عام 2006.
- جائزة باول إرليخ ولودفيش دارمشتيتر مع هاري نولر عام 2007.
- منحت عام 2008 جائزة ألبرت آينشتاين العالمية للعلوم لمساهماتها الرائدة في الاصطناع الحيوي للبروتين في مجال علم البلورات الريبوسومي وإدخالها تقنيات مبتكرة في علم البلورات البيولوجي بالتبريد العميق.
- حازت في عام 2009 على جائزة نوبل في الكيمياء (مع فينكاترامان راماكريشنان وتوماس ستايتز). أصبحت أول امرأة إسرائيلية حاصلة على جائزة نوبل.
- ميدالية ماري كوري من الجمعية الكيميائية البولندية عام 2011.
- ميدالية ويلهلم إكسنر عام 2010.
- حصلت عام 2015 على الدكتوراه الفخرية من جامعة ديلا ساليه، في مانيلا/الفلبين، وجامعة جوزيف فورييه، في غرونوبل/فرنسا، وجامعة لودز الطبية، في لودز/بولندا، وجامعة ووريك، في المملكة المتحدة.
- دكتوراه فخرية من جامعة كارنيغي ميلون عام 2018.

## روابط خارجية
- عادا يونات على موقع الموسوعة البريطانية (الإنجليزية)
- عادا يونات على موقع مونزينجر (الألمانية)
- عادا يونات على موقع إن إن دي بي (الإنجليزية)